# Grand-Charmont
 Grand-Charmont  es una población y comuna francesa, en la región de Franco Condado, departamento de Doubs, en el distrito de Montbéliard y cantón de Sochaux-Grand-Charmont.

## Demografía
| 5482 | 7201 | 7922 | 7139 | 5605 | 5104 |
| Para los censos de 1962 a 1999 la población legal corresponde a la población sin duplicidades (Fuente: INSEE [Consultar]) |      |      |      |      |      |